# سارا کاظمی
سارا کاظمی (انگلیسی: Sarah Kazemy؛ متولد ۲۶ اکتبر ۱۹۸۷ (میلادی) بازیگر فرانسوی ایرانی تبار است. او برای بازی در فیلم شرایط از مریم کشاورز شناخته شده‌است. وی از سال ۲۰۱۱(میلادی) تاکنون مشغول فعالیت هنری و مدلینگ بوده است. سارا کاظمی دوشنبه ۴ آبان سال ۱۳۶۶(خورشیدی) در شهرستان نویی-سور-سن، ناحیه او-دو-سن کشور فرانسه متولد شد. از ابتدا به فعالیت در بازیگری پرداخت. در سال ۱۳۸۹ (خورشیدی) مجله تایم از او بعنوان ستاره شرق نام برده‌ است.

## اوایل زندگی
سارا کاظمی در نویی-سور-سن فرانسه از پدری ایرانی و مادری الجزایری متولد شد. او در فرانسه بزرگ شد و پیش از تبدیل شدن به یک بازیگر قانون، عربی، آلمانی، و ایتالیایی را مطالعه کرد. چون پدر او ایرانی می باشد، پس میتوان گفت نژاد و نسبت‌های خانوادگی نسب او یک فرد ایرانی است.

## حرفه
زمانی که از او خواسته شد به بازی یکی از شخصیت‌های اصلی فیلم ایرانی مستقل شرایط بپردازد، هیچ تجربه‌ای در بازیگری نداشت. او نقش یک زن جوان را بازی می‌کند که جنسیت خود را کشف می‌کند و یک رابطه لزبین را توسعه می‌دهد. او برای آماده‌شدن برای این نقش  یکی از بستگان خود را در تهران ملاقات کرد تا از این وضعیت تجربهٔ شخصی کسب کند. چندی پس از آن فیلم وی در فیلم کانیاماکان نقش آیدا شخصیت اصلی زن فیلم را برعهده گرفت.

## فیلم‌شناسی
| سال  | عنوان                   | نقش             |
| ---- | ----------------------- | --------------- |
| ۲۰۱۱ | شرایط                   | شیرین ارشدی     |
| ۲۰۱۴ | کانیاماکان              | آیدا            |
| ۲۰۱۴ | Salaud, on t'aime       | اتومنی کامینسکی |
| ۲۰۱۶ | دفتر (مجموعه تلویزیونی) | دریا شحافی      |
| ۲۰۱۸ | این معلم                | سارا            |
| ۱۳۹۷ | مصائب شیرین ۲           | زن دایی         |
| ۲۰۱۹ | خانه لا رینه            | اِوا             |